# منو برونه
منو برونه (فرانسوی: Manon Brunet‎؛ زادهٔ ۷ فوریهٔ ۱۹۹۶) شمشیرباز اهل فرانسه است.